# سفارة الأرجنتين في المملكة المتحدة
سفارة الأرجنتين في المملكة المتحدة هي أرفع تمثيل دبلوماسي لدولة الأرجنتين لدى المملكة المتحدة. تقع السفارة في لندن وهي تهدف لتعزيز المصالح الأرجنتينية في المملكة المتحدة.

## وصلات خارجية
- قائمة سفارات الأرجنتين
- قائمة السفارات في المملكة المتحدة